# Dina Abouzeid Sariñena
Dina Abouzeid Sariñena (Zaragoza, 1979) es una entrenadora de pádel, bádminton y parabádminton que forma parte del cuerpo técnico de la Federación Española y de la Federación Mundial de Bádminton. Fue campeona de España de bádminton en la categoría B1-B2 en 2020.

## Biografía
Nació en Zaragoza y creció en Jordania, donde descubrió el bádminton. Afincada en Vitoria desde el año 2009, es una de las impulsoras de dicho deporte en la ciudad.

### Trayectoria deportiva
En 2019, era la única entrenadora en Álava y la segunda en Euskadi con titulación superior, junto a la entrenadora ex jugadora olímpica Yoana Martínez. Fundó en 2017 el club inclusivo Just Badminton, forma parte del cuerpo técnico de la selección española, con el que ha participado en numerosos torneos internacionales, campeonatos de Europa y mundiales.
Tras su satisfactoria experiencia como entrenadora en el Club Deportivo Zuzenak, entrenando a jugadores que han logrado varios títulos estatales, se enfocó en el parabádminton.
Forma parte del equipo técnico de parabádminton de la Federación Española de Bádminton y es una de las formadoras de la Federación Mundial de Bádminton. Imparte formación en parabádminton a nivel internacional en Europa, América, Asia.
En el año 2020 fue una de las promotoras de la realización del Torneo Nacional de Parabádminton, que se celebró en su primera edición en Vitoria.
Desde el año 2020 es la seleccionadora de Álava de la Federación Alavesa de Pádel.
Como técnica de la selección española de parabádminton, consiguieron 5 medallas en Uganda en 2022. También participó en el Campeonato del Mundo de parabádminton en noviembre de 2022 en Tokio.Vio el potencial de Mariam Eniola, y decidió ayudarla, ya que por falta de recursos no competía a nivel internacional.Tras meses de entrenamiento y de ganar torneos en 2023 y 2024, en las paraolimpiadas de París 2024, logró la medalla de bronce.

### Trayectoria televisiva
En Jordania ganó un reality y participó en la VII edición de El conquistador del fin del mundo de la televisión pública vasca ETB.

## Palmarés deportivo
- 2020 Campeona de España de Bádminton en la categoría B1-B2.[15]
- 2021 Subcampeona de España Sénior de badminton en la categoría B1.[16]

## Premios y reconocimientos
- 2018 Una de las deportistas de la campaña 'Referentes-Erreferenteak' de la Diputación Foral de Álava, para animar a la ciudadanía en general y a las mujeres en particular a practicar deporte.[17]